# Wim Klinkenberg

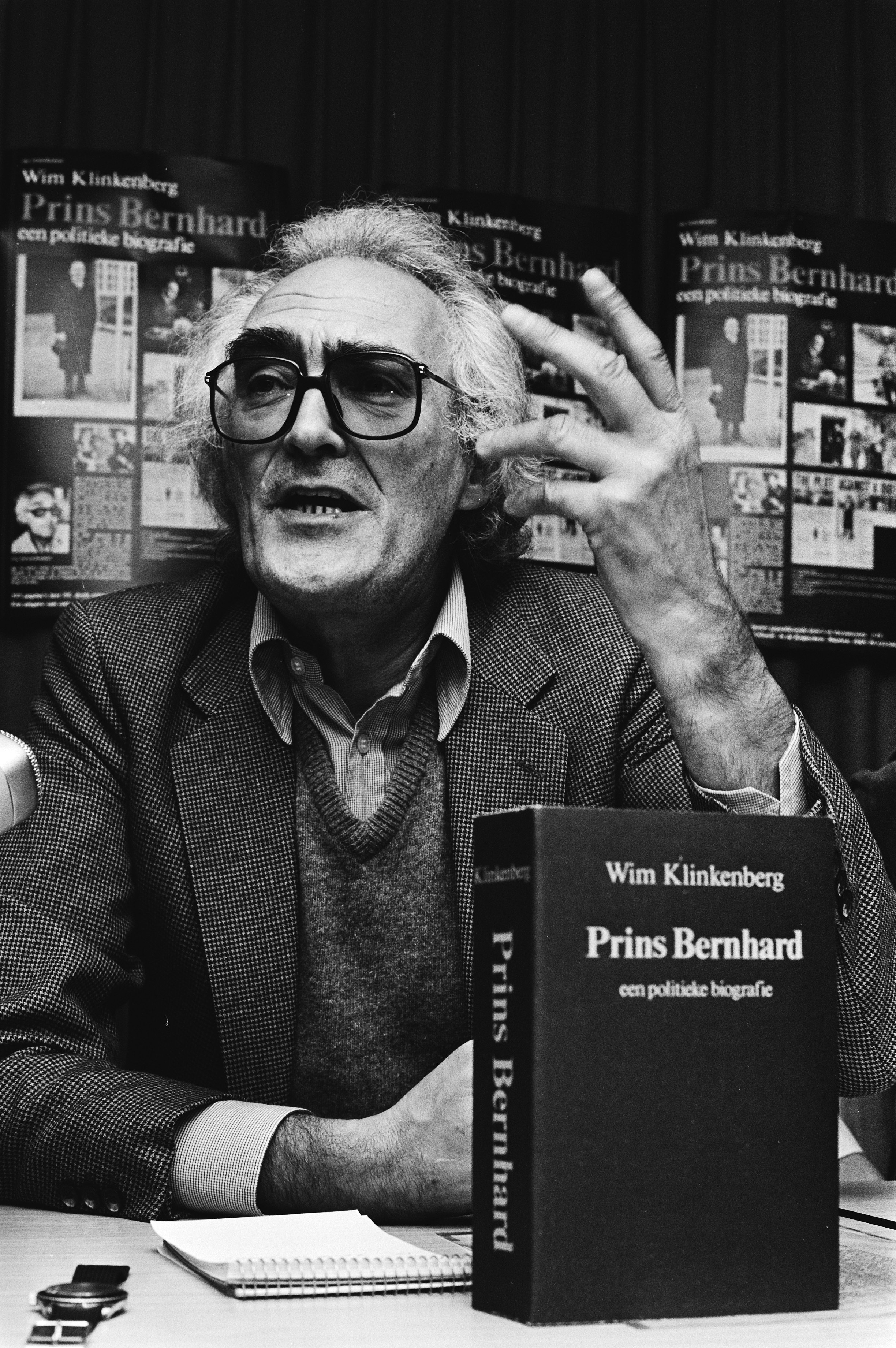
Wim Klinkenberg presenteert zijn boek "Prins Bernhard, een politieke biografie" in 1979.

Willem Gerard (Wim) Klinkenberg (Purmerend, 7 december 1923 – Amsterdam, 7 oktober 1995) was een communistisch onderzoeksjournalist en vakbondsman.

## Biografie
Klinkenberg groeide op in Vlaardingen, waar hij de HBS in Schiedam volgde. Zijn vader was directeur van een melkfabriek. In de Tweede Wereldoorlog was hij voorzitter van de door de Duitsers gedoogde Nederlandse Jeugdbond voor Natuurstudie en moest ermee omgaan dat joden waren uitgesloten van lidmaatschap en veel mannelijke leden van de Jeugdbond in Duitsland werden tewerkgesteld. Na de oorlog werd hij lid van de SDAP, daarna de PvdA. Hij leerde het journalistenvak bij Het Vrije Volk. Een studie sociale en politieke wetenschappen aan de Universiteit van Amsterdam brak hij voortijdig af.
In 1948 werd hij lid van de CPN en in 1953 redacteur van de communistische krant De Waarheid. Klinkenberg werd als chef redactie binnenland van De Waarheid belast met de verslaggeving van de Greet Hofmans-affaire, omdat hij bevriend was met professor Joost Adriaan van Hamel, die behoorde tot de vriendenkring rond koningin Juliana. Terwijl andere kranten terughoudend waren, publiceerde hij als enige vrijuit over de affaire.
Klinkenberg verdedigde de Russische overheden in 1953 bij het neerslaan van de volksopstand in de DDR, in 1956 bij de Hongaarse opstand en in 1968 bij de inval in Tsjechoslowakije. Op zijn journalistieke werk kreeg hij de kritiek, dat hij "onvoldoende bronnen" aanvoerde voor zijn veronderstellingen en dat hij verbanden zag die er in werkelijkheid misschien niet waren.
In oktober 1963 werd hij door de krant ontslagen. Drie jaar later werd hij uit de CPN gezet, omdat hij een boekrecensie in het Algemeen Handelsblad had geschreven.
In december 1965 schreef Klinkenberg een artikel voor het maandblad Panorama over de jeugd van Prins Claus, waarin hij beweerde dat Claus uit een nazi-milieu stamde. Dat was aanleiding om de hele oplage van die Panorama te vernietigen.
Hij schreef in 1971 De ultracentrifuge 1937-1970, Hitlers bom voor Strauss? over de geschiedenis van nazi-onderzoek naar de atoombom, waarin hij Jacob Kistemaker beschuldigde van samenwerking met de Duitsers.
Hij was jarenlang hoofdredacteur van de Amsterdamse UITkrant en medewerker van het VARA radioprogramma Boemerang ('73-'79), samen met onder anderen Gabri de Wagt, Aad Nuis en Karel Roskam. Klinkenberg was verder medewerker aan het Journalistenpanel, totdat hij in 1987 werd ontslagen, omdat hij premier Ruud Lubbers had beschuldigd van dubieuze belastingpraktijken.
Klinkenberg is altijd communist gebleven, ook na de val van de Muur. Half spottend noemde hij zich wel de laatste stalinist van Nederland. Het stond een hartelijke verstandhouding met klassevijanden niet in de weg.  
Wim Klinkenberg overleed na een slopende ziekte van enige maanden op 71-jarige leeftijd in de herfst van 1995. Het Internationaal Instituut voor Sociale Geschiedenis. bewaart zijn archief.

## Prins Bernhard
Klinkenberg was een fel tegenstander van het Koninklijk Huis. In 1979 deed zijn biografie over het leven van prins Bernhard: Prins Bernhard, een politieke biografie stof opwaaien. Hij suggereerde daarin dat de prins in de oorlog een dubbelrol had gespeeld. Het boek werd destijds door historici neergesabeld om de eenzijdigheid en speculatiedrift.
Naar aanleiding van het vijftigjarig huwelijksjubileum van prinses Juliana en prins Bernhard in 1987 hield Klinkenberg een lezing in het kraakpand De Blauwe Aanslag over de politieke achtergronden van het huwelijk.
In 1980 betrapte Klinkenbergs werkster een dief, die wist te ontkomen met een stapel documentatie over Hendrik van Mecklenburg-Schwerin, de echtgenoot van koningin Wilhelmina. In april 1988 werd opnieuw ingebroken bij Klinkenberg, waarbij zijn archieven en boekenkasten overhoop werden gehaald, maar niets werd gestolen. Klinkenberg was ervan overtuigd dat de inbrekers in beide gevallen politiek waren gemotiveerd.
Klinkenberg publiceerde in 1991 Buitenlandsche Zaken, tien historiën uit de Tweede Wereldoorlog met opnieuw beschuldigingen aan het adres van prins Bernhard. Ook dit werk deed veel stof opwaaien. In 2008 hield de historicus Cees Fasseur Klinkenbergs hiergedane beweringen nog eens tegen het licht en vond die deels onjuist en deels onbewezen.

## NVJ
Sinds 1968 was Klinkenberg vicevoorzitter van de Nederlandse Vereniging van Journalisten, ondanks dat hij begrip toonde voor de censuur door het Sovjet-systeem. Vanwege zijn sympathie voor de Sovjet-Unie wilden verschillende journalisten zich niet bij de NVJ aansluiten. In 1976 diende hij een klacht in bij de Raad voor de journalistiek tegen een redactioneel commentaar van De Telegraaf over zijn standpunt ten aanzien van de Sovjet-censuur. De klacht werd afgewezen. Een poging in 1974 om de voorzittershamer van de NVJ over te nemen faalde op het laatste moment, omdat hij de verbanning van de Russische schrijver Alexander Solzjenitsyn verdedigde in het blad van de Vereniging Nederland-USSR. De verenigingsraad van de NVJ verbood hem ooit voorzitter te worden. Hij bleef echter nog 20 jaar vicevoorzitter, tot in 1994. In 1994 sprak hij als lid van een FNV-delegatie de Verenigde Naties in New York toe.

## BVD
Klinkenberg werd zijn hele carriere geschaduwd door de Binnenlandse Veiligheidsdienst. Dat begon al in 1949, vier jaar vóór zijn indiensttreding bij De Waarheid, nadat hij een Tsjechoslowaak had verraden die zich "anti-socialistisch" had uitgelaten. Klinkenberg werd er door de BVD van verdacht te spioneren voor de Russen, omdat hij regelmatig naar het Oostblok vloog.Klinkenberg wordt met zijn echte naam en zijn KGB-codenaam kort genoemd in het archiefmateriaal in Cambridge van Vasili Mitrokhin, een KGB-officier die begin jaren negentig overliep naar het VK. (bron: Mitrokhin-archief Cambridge)

## Wetenswaardigheden
Klinkenberg trouwde met Tineke la Croix. Zijn dochter Teuntje is getrouwd met Huub van der Lubbe. De actrice Mira van der Lubbe is zijn kleindochter. 

## Publicaties
- De ultracentrifuge, 1937-1970: Hitlers bom voor Strauss? (Amsterdam, Van Gennep, 1971);
- Prins Bernhard: een politieke biografie 1911-1979 (Amsterdam, Onze Tijd, 1979);
- Prins Bernhard: een politieke biografie 1911-1986 (Haarlem, In de Knipscheer, 1986) (3e, verbeterde en uitgebreide dr. met een nieuw nawoord van de auteur);
- Buitenlandsche zaken: Tien historiën uit de Tweede Wereldoorlog (Haarlem, In de Knipscheer, 1991).

Voorts:
- De Sowjet-Unie: een encyclopedisch handboek (Amsterdam, Pegasus, 1965) (Ned. vert. en bewerking);
- Liga Nieuw Beelden: 1955-1969 (Amsterdam, St. Liga Nieuw Beelden, 1969) (redactie);
- Amsterdam gefotografeerd, 1860-1905 (Amsterdam, Van Gennep, 1973) (nawoord);
- De vroegste foto's van Amsterdam (Amsterdam, Van Gennep, 1974) (nawoord);
- Adieu Zaandam: 21.X.1811 - 31.XII.1973 (Drukkerij Meijer, 1975, uitgeg. in opdr. van de Gemeente Zaandam);
- Carlo Goldoni: Het Koffiehuis (Amsterdam, Publiekstheater, 1976) (inleiding);
- 5 jaar Publiekstheater: Kors van Bennekom fototentoonstelling: katalogus (Amsterdam, Muller, 1978) (inleiding).

- Digitale Bibliotheek voor de Nederlandse Letteren: klin030
- International Standard Name Identifier: 0000 0000 2095 2800
- Library of Congress Control Number: n80008827
- Nederlandse Thesaurus van Auteursnamen: 068162871
- Système universitaire de documentation: 242898807
- Virtual International Authority File: 32677582
- WorldCat: E39PBJvd8fKJm7mtQPMmvxc773